# Lamborghini Temerario
De Lamborghini Temerario is een sportwagen van het Italiaanse merk Lamborghini. De auto beschikt over een plug-inhybride aandrijving en kan een topsnelheid van 343 km per uur behalen.